# Opius uttoi
Opius uttoi är en stekelart som beskrevs av Fischer 1971. Opius uttoi ingår i släktet Opius och familjen bracksteklar. Inga underarter finns listade i Catalogue of Life.